# Mansoni Ngombo
Mansoni Ngombo, właśc. Mansoni Danny Ngombo (ur. 25 października 1963) – kongijski piłkarz występujący na pozycji obrońcy.

## Kariera klubowa
Ngombo karierę rozpoczynał w 1986 roku w pierwszoligowym belgijskim zespole Beerschot VAC, w którym grał do 1990 roku. Następnie występował w także pierwszoligowym Germinalu Ekeren, a w 1992 roku odszedł do drugoligowego RFC Seraing. W sezonie 1992/1993 awansował z nim jednak do pierwszej ligi i jego barwy reprezentował tam przez trzy sezony.
W 1996 roku Ngombo został zawodnikiem niemieckiego Wuppertaler SV, grającego w Regionallidze West/Südwest i spędził tam sezon 1996/1997. Następnie wrócił do Belgii, gdzie grał w pierwszoligowym Royalu Charleroi, a także w drugoligowym CS Visé. W 1999 roku zakończył karierę.

## Kariera reprezentacyjna
W 1988 roku Ngombo został powołany do reprezentacji Zairu na Puchar Narodów Afryki, zakończony przez Zair na fazie grupowej. Rozegrał na nim 3 spotkania: z Marokiem (1:1), Wybrzeżem Kości Słoniowej (1:1) i Algierią (0:1).
W 1992 roku ponownie wziął udział w Pucharze Narodów Afryki. Zagrał na nim w meczach z Marokiem (1:1), Kamerunem (1:1) i Nigerią (0:1), a Zair osiągnął ćwierćfinał turnieju.
W 1994 roku po raz trzeci znalazł się w składzie na Puchar Narodów Afryki. Wystąpił na nim w spotkaniach z Mali (1:0), Tunezją (1:1) i Nigerią (0:2), a Zair ponownie odpadł z turnieju w ćwierćfinale.